# Albufeira de Smallwood

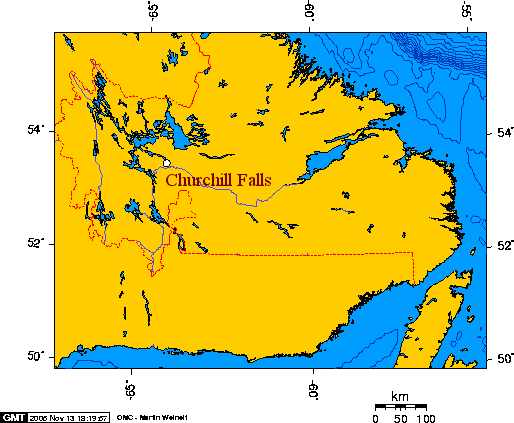
Este mapa da Terra Nova e Labrador inclui a albufeira de Smallwood

A albufeira de Smallwood (em inglês:  Smallwood Reservoir) é uma grande albufeira situada na parte ocidental da península do Labrador, na província de Terra Nova e Labrador, no sudeste do Canadá. A albufeira é a fonte do rio Churchill. Contrariamente a outras albufeiras, a água não está retida por uma e grande barragem, mas sim por uma série de 88 diques que têm um comprimento total de 64 km. Recebeu o seu nome em homenagem a Joseph Roberts Smallwood
Criada pelo apresamento do rio Churchill, a albufeira de Smallwood, com uma área de 6527 km², é o maior corpo de água doce da Terra Nova e Labrador. Encontra-se na  cabeceira do projeto hidroelétrico de Churchill Falls e é a 4.ª maior albufeira do mundo em área, e a 39.ª em volume.
A primeira avaliação do grande potencial hídrico desta vasta albufeira fez-se em 1942 quando a H.G. Acres Company fez um estudo para a Aluminum Company of Canada (ALCAN). Devido ao lugar ser remoto, foi considerada como construção muito cara e inviável. Com o desenvolvimento de tecnologias para a transmissão de eletricidade a longas distâncias, o desenho do projeto, incluindo a barragem principal e a estrutura de controlo e diversos diques, começou em julho de 1967 através da Acres Canadian Bechtel of Churchill Falls, uma joint venture formada por empresas como a Canadian Bechtel e a Acres Engineering.